# Ранковце
 Тази статия е за селото в Паланечко.  За селото в община Липково на Северна Македония вижте Рънковце.  За селото в Словакия вижте Ранковце (Словакия).
Ранковце или Ранковци (понякога книжовно Хранковци, на македонска литературна норма: Ранковце) е село в Северна Македония, център на едноименната община Ранковце.

## География
Селото е разположено в областта Славище.

## История
В края на XIX век Ранковце е голямо българско село в Кривопаланска каза на Османската империя. В XIX век е издигната църквата „Свети Никола“, която по-късно е преименувана на „Света Богородица“, тъй като често се разрушавала. Според статистиката на Васил Кънчов („Македония. Етнография и статистика“) от 1900 г. Ранковци е населявано от 910 жители българи християни и 15 цигани.
Почти цялото християнско население на селото е под върховенството на Българската екзархия. Според патриаршеския митрополит Фирмилиан в 1902 година в селото има само 5 сръбски патриаршистки къщи. По данни на секретаря на екзархията Димитър Мишев („La Macédoine et sa Population Chrétienne“) в 1905 година в Ранковци има 978 българи екзархисти и 8 българи патриаршисти сърбомани. В селото функционират българско и сръбско училище.
През декември 1906 година под натиска на сръбската пропаганда селото (общо 135 къщи) се отказва от Екзархията и е обявено за сръбско. След Младотурската революция и прокламираните от нея свободи, през октомври 1908 г. 54 къщи отново стават екзархийски.
При избухването на Балканската война в 1912 година 71 души от Ранковци са доброволци в Македоно-одринското опълчение.
По време на Първата световна война Ранковци е център на община и има 1035 жители.
Според преброяването от 2002 година селото има 1192 жители.
| Националност | Всичко |
| македонци    | 1133   |
| албанци      | 0      |
| турци        | 0      |
| роми         | 53     |
| власи        | 0      |
| сърби        | 1      |
| бошняци      | 0      |
| други        | 5      |

## Личности
Родени в Ранковце
- Йосиф Тонев Владисов, македоно-одрински опълченец, нестроева рота на 2 скопска дружина[8]
- Лазар Митков, български революционер от ВМОРО, четник на Димитър Кирлиев[9]
- Младен Тонев Владисов, македоно-одрински опълченец, нестроева рота на 2 скопска дружина[8]
- Петруш Иванов, български революционер от ВМОРО, четник на Димитър Кирлиев[9]
- Стоимен Ангелов Аджици, македоно-одрински опълченец, 2 рота на 2 скопска дружина[10]
- Яким Миладинов, ханджия, българин, православен, арестуван на 17 юни 1903 година, обвинен в „ръководене на делата чрез събиране на пари и даване на убежище на бунтовническите разбойници“, осъден на 3 години каторга, лежал в Скопския затвор, амнистиран с общата амнистия от 12 април 1904 година[11]